# Monaco az 1988. évi téli olimpiai játékokon
Monaco a kanadai Calgaryban megrendezett 1988. évi téli olimpiai játékok egyik részt vevő nemzete volt. Az országot az olimpián 2 sportágban 3 sportoló képviselte, akik érmet nem szereztek.

## Alpesisí
Férfi
| Versenyző      | Versenyszám            | 1. futam | 1. futam | 2. futam | 2. futam | Összesítés | Összesítés |
| Versenyző      | Versenyszám            | Idő      | Hely.    | Idő      | Hely.    | Idő        | Helyezés   |
| -------------- | ---------------------- | -------- | -------- | -------- | -------- | ---------- | ---------- |
| Fabrice Notari | Óriás-műlesiklás       | 1:27,14  | 73.      | 1:25,01  | 64.      | 2:52,15    | 64.        |
| Fabrice Notari | Szuperóriás-műlesiklás |          |          |          |          | 2:11,73    | 54.        |

## Bob
| Versenyző                     | Versenyszám | 1. futam | 1. futam | 2. futam | 2. futam | 3. futam | 3. futam | 4. futam | 4. futam | Összesítés | Összesítés |
| Versenyző                     | Versenyszám | Idő      | Hely.    | Idő      | Hely.    | Idő      | Hely.    | Idő      | Hely.    | Idő        | Helyezés   |
| ----------------------------- | ----------- | -------- | -------- | -------- | -------- | -------- | -------- | -------- | -------- | ---------- | ---------- |
| Albert Grimaldi Gilbert Bessi | Kettes      | 58,48    | 17.      | 1:00,93  | 30.      | 1:01,64  | 27.      | 1:01,42  | 32.      | 4:02,47    | 25.        |